# Cyperus paniceus
Cyperus paniceus är en halvgräsart som först beskrevs av Christen Friis Rottbøll, och fick sitt nu gällande namn av Johann Otto Boeckeler. Cyperus paniceus ingår i släktet papyrusar, och familjen halvgräs. IUCN kategoriserar arten globalt som livskraftig. Inga underarter finns listade i Catalogue of Life.